# 虎石台街道
虎石台街道，是中华人民共和国辽宁省沈阳市沈北新区下辖的一个乡镇级行政单位，地处沈阳市北部、沈北新区南部，东与辉山街道接壤，南连大东区文官街道，西邻道义街道，北接沈北街道，辖区总面积78.3平方千米。
1951年，设虎石台分区。1956年8月，建虎石台乡。1958年9月，虎石台乡改公社。1983年，复改虎石台乡。1979年，成立虎石台街道。1988年9月，虎石台街道与虎石台乡合并为虎石台镇。2007年1月，虎石台镇改回街道。截至2020年6月，虎石台街道辖5个社区、14个行政村，街道办事处驻文化社区。

## 行政区划
虎石台街道下辖以下地区：
站前社区、南一路社区、建设社区、文化社区、团结社区、抗生素社区、北一社区、运电社区、虎石台社区、后詹社区、大古社区、中古社区、增产社区、吴三社区、孟家社区、大桥社区、佟古社区、新华社区、治安社区、鸭子场社区、双楼子社区、小桥子社区、古城新都社区和新苑社区。

## 交通
京哈铁路，设虎石台站；
 203国道；
 沈阳绕城高速，在虎石台段没有出入口，但可在朱尔屯站出高速，沿203国道向明水方向行驶2公里即可到达虎石台街道；
 沈康高速，虎石台段在建，计划设鸭绿江街出入口，并计划连入沈阳绕城高速公路；
沈阳四环快速路。

## 公交服务
沈阳公交180路、182路、183路、194路、197路、325路、328路、399路均可到达虎石台街道。另有沈阳安捷客运集团有限公司沈北客运分公司运营的连接沈北新区各村镇的公交车在境内运营，可抵达邻近村镇，但暂不能使用除现金的其他付款方式。

## 大众运输
沈阳地铁4号线计划2030年后北延至虎石台,同时，也规划有沈阳地铁11号线。

## 教育
有数座大学设立在虎石台街道境内，包括中国医科大学、辽宁省交通高等专科学校、辽宁金融职业学院、辽宁生态工程职业学院、辽宁经济职业技术学院、辽宁城市建设职业学院、沈阳航空航天大学北方科技学院、沈阳北软信息职业技术学院等高校。
境内设一所公立小学：沈阳大学附属实验小学，由原虎石台镇第一小学、虎石台镇第二小学合并改制而来；一所公立完全中学：沈阳大学附属实验中学，由原沈阳市第一百一十九中学（初中）、沈阳市第七十六中学（完全中学）合并改制而来；一所公立高级中学：沈阳市矿务局中学。另有沈阳市汽车工程学校、沈阳市信息工程学校、沈阳市化工学校、东北育才悲鸿美术学校等学校。